# フラウンホーファー研究機構
フラウンホーファー研究機構（独: Fraunhofer-Gesellschaft）は、ドイツ全土に75の研究所・研究ユニットを持つ欧州最大の応用研究機関。正式名称は Fraunhofer-Gesellschaft zur Förderung der angewandten Forschung e. V（直訳すると「応用研究推進のためのフラウンホーファー協会」）。名称は、科学者であり、技術者であり、起業家でもあったヨゼフ・フォン・フラウンホーファーに由来する。
本部はドイツ・ミュンヘンに置かれている。アメリカ合衆国に6つの研究センターを持ち、アジアに3つの研究センターがある。日本にはフラウンホーファー日本代表部があるほか、産業技術総合研究所と研究協力を行っている。
傘下の各研究所は科学の様々な応用を研究テーマとしている（マックス・プランク研究所は基礎研究中心である点が異なる）。29,000人以上のスタッフを抱え、年間研究予算総額は28億ユーロ超である。そのうち委託研究による予算は24億ユーロ。その30％弱はドイツ連邦政府および各連邦州から拠出されているが、残り70％以上は企業からの委託や公的財源の研究プロジェクトによる。

## フラウンホーファーモデル
1973年以降、同研究機構は「フラウンホーファーモデル」と呼ばれるものによって継続的な成長を成し遂げてきた。このモデルでは、フラウンホーファー研究機構が産業界や政府の特定プロジェクトとの契約を通して約60%の収入を得る。残り40%は 9:1 の比率で連邦政府と州政府からの予算で賄い、それを予備的研究にあてる。
従って、収入を増やすにはより多くの契約を獲得しなくてはならない。このモデルは協会に適用されるだけでなく、個々の研究所にも適用される。これにより、フラウンホーファー研究機構が応用研究の分野でリーダーになるという戦略的方向性を明確化し、同時に研究の優先順位を柔軟かつ自律的にし、起業家的な取り組みを奨励することにつながっている。

## 著名なプロジェクト
以下のようなプロジェクトが行われたことがある。
- MP3圧縮アルゴリズムはフラウンホーファーIIS（集積回路研究所）で発明され、特許が取得されている。その特許権収入は2005年現在で約1億ユーロであった[5]。
- 世界的な家具販売チェーンであるイケアの店舗で使用するプログラムを開発した。これは、客が自宅の部屋の写真を持ち込むと、それをデジタイズし、家具を配置した時の様子を事前に確認できるもの。

## 歴史
フラウンホーファー研究機構は1949年3月26日、産業界、学界、バイエルン州政府、ドイツ連邦共和国（当時は西ドイツ）政府の代表者らによってミュンヘンで創設された。
1952年、ドイツ経済技術省はフラウンホーファー研究機構を、ドイツ研究振興協会（DFG）およびマックス・プランク研究所に続く第三の（大学以外の）研究機関として認めた。同研究機構が応用研究中心で運営されていることの是非については、ドイツ国内でも長い間議論されている。1954年、最初の研究施設が完成。1956年までドイツ連邦国防省の協力の下に施設の拡充が行われた。1959年には、9つの研究所を持ち、135人の研究者/技術者を抱え、予算規模は360万ドイツマルクとなっていた。

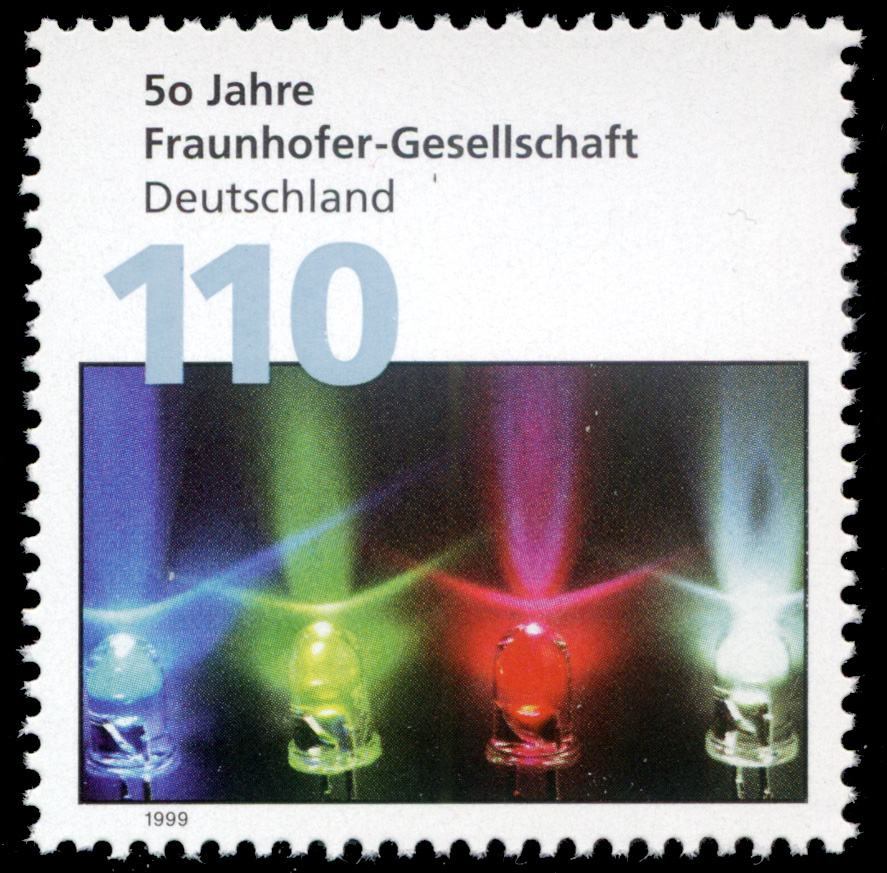
フラウンホーファー研究機構創設50周年の記念切手

1965年には、応用研究のための組織として認識されるようになった。1968年、軍事研究における役割が批判されることになった。1969年には、1,200人以上を抱え、19の研究所を持つようになった。予算規模は3300万ドイツマルク。この年に今後の計画に関する委員会が設立され、後にフラウンホーファーモデルと呼ばれるようになる運営モデルが作られた。このモデルは1973年に連邦政府によって承認された。1977年、政治的な管轄は、防衛大臣と教育研究大臣が共有する形となった。
1984年には、3,500人を抱え、33の研究所を持ち、予算規模は3億6000万ドイツマルクとなった。1988年には防衛関係の研究は全体の約10%にまで低下した。1989年には、6,400人を抱え、37の研究所を持ち、予算規模は7億ドイツマルクになっている。
1991年のドイツ統一にあたって、フラウンホーファー研究機構は旧東ドイツのいくつかの研究機関を統合し、既存の研究所の支所という形にした。1993年には、予算規模が10億ドイツマルクを超えた。
2000年から2001年にかけて、ドイツ教育・研究省の指導により、フラウンホーファー研究機構は GMD (Gesellschaft für Mathematik und Datenverarbeitung -- Society for Mathematics and Information technology) のIT研究センターや研究所を統合した。また、このころIIS（集積回路研究所）でMP3が開発された。

## 研究所
以下のような研究所がある。
| 応用・統合セキュリティ研究所                          | AISEC    | München/Garching(ガーヒング・バイ・ミュンヘン)                                               |
| 海洋バイオテクノロジー研究所                          | EMB      | Lübeck(リューベック)                                                                         |
| マイクロシステム・固体技術研究所                      | EMFT     | München(ミュンヘン)                                                                          |
| エルンスト・マッハ研究所                              | EMI      | Freiburg, Efringen-Kirchen(フライブルク・イム・ブライスガウ、エフリンゲン-キルヒェン)        |
| エレクトロ・ナノシステム研究所                        | ENAS     | Chemnitz(ケムニッツ)                                                                         |
| 有機エレクトロニクス・電子ビーム・プラズマ技術研究所  | FEP      | Dresden (ドレスデン)                                                                         |
| 高周波物理・レーダー技術研究所                        | FHR      | Wachtberg(ヴァハトベルク)                                                                    |
| 応用情報技術研究所                                    | FIT      | Sankt Augustin (ザンクト オーガスティン)                                                     |
| 通信・情報処理・人間工学研究所                        | FKIE     | Wachtberg(ヴァハトベルク)                                                                    |
| オープン通信システム研究所                            | FOKUS    | Berlin (ベルリン)                                                                            |
| ハインリッヒ・ヘルツ通信技術研究所                    | HHI      | Berlin (ベルリン)                                                                            |
| 応用固体物理研究所                                    | IAF      | Freiburg (フライブルグ)                                                                      |
| インテリジェント分析・情報システム研究所              | IAIS     | Sankt Augustin(ザンクト オーガスティン)                                                      |
| 労働経済・組織研究所                                  | IAO      | Stuttgart(シュトゥットガルト)                                                                |
| 応用ポリマー研究所                                    | IAP      | Potsdam(ポツダム)                                                                            |
| 付加製造技術研究所                                    | IAPT     | Hamburg(ハンブルク)                                                                          |
| 生物医学技術研究所                                    | IBMT     | Sankt Ingbert, Sulzbach(ザンクト イングベルト,ズルツバッハ (タウヌス))                       |
| 建築物理研究所                                        | IBP      | Stuttgart, Holzkirchen(シュトゥットガルト,ホルツキルヒェン (ウンターフランケン))             |
| 化学技術研究所                                        | ICT      | Pfinztal (Berghausen)(プフィンツターツ[ベルクハウゼン])                                      |
| デジタルメディア技術研究所                            | IDMT     | Ilmenau(イルメナウ)                                                                          |
| エネルギー経済・エネルギーシステム技術研究所          | IEE      | Kassel(カッセル)                                                                             |
| エネルギーインフラストラクチャー・地熱システム研究所  | IEG      | Bochum, Cottbus(ボーフム,コトブス)                                                           |
| メカトロニクスシステムデザイン研究所                  | IEM      | Paderborn(パーダーボルン)                                                                    |
| 実験ソフトウェアエンジニアリング研究所                | IESE     | Kaiserslautern(カイザースラウテルン)                                                         |
| 生産技術・応用マテリアル研究所                        | IFAM     | Bremen, Dresden(ブレーメン,ドレスデン)                                                       |
| ファクトリーオペレーション・オートメーション研究所    | IFF      | Magdeburg(マクデブルク)                                                                      |
| 境界層・バイオプロセス技術研究所                      | IGB      | Stuttgart(シュトゥットガルト)                                                                |
| 鋳造・複合材料・プロセス技術研究所                    | IGCV     | Augsburg(アウクスブルク)                                                                     |
| コンピューターグラフィックス研究所                    | IGD      | Darmstadt, Rostock(ダルムシュタット,ロストック)                                              |
| 大型構造物生産技術研究所                              | IGP      | Rostock(ロストック)                                                                          |
| 集積回路研究所                                        | IIS      | Erlangen, Dresden(エアランゲン,ドレスデン)                                                   |
| 集積システム・デバイス技術研究所                      | IISB     | Erlangen(エアランゲン)                                                                       |
| コグニティブ・システム研究所                          | IKS      | München(ミュンヘン)                                                                          |
| セラミック技術・システム研究所                        | IKTS     | Dresden, Hermsdorf (ドレスデン,ヘルムスドルフ)                                               |
| レーザー技術研究所                                    | ILT      | Aachen(アーヘン)                                                                             |
| 分子生物学・応用生態学研究所                          | IME      | Aachen, Schmallenberg-Grafschaft(アーヘン,シュマレンベルク-グラーフシャフト)                 |
| 物流・ロジスティクス研究所                            | IML      | Dortmund(ドルトムント)                                                                       |
| マイクロエンジニアリング・マイクロシステム研究所      | IMM      | Mainz(マインツ)                                                                              |
| マイクロエレクトロニックサーキットシステム研究所      | IMS      | Duisburg(デュースブルク)                                                                     |
| 個別化細胞医療工学研究所                              | IMTE     | Lübeck(リューベック)                                                                         |
| 国際マネジメント・知識経済研究所                      | IMW      | Leipzig(ライプツィヒ·                                                                        |
| 材料・システム微細構造研究所                          | IMWS     | Halle(ハレ)                                                                                  |
| 自然科学技術動向分析研究所                            | INT      | Euskirchen(オイスキルヒェン)                                                                 |
| 応用光学・精密機械工学研究所                          | IOF      | Jena(イェーナ)                                                                               |
| オプトエレクトロニクス・システム技術・ 画像処理研究所 | IOSB     | Karlsruhe, Ettlingen, Ilmenau (カールスルーエ,エットリンゲン,イルメナウ)                     |
| 生産技術・オートメーション研究所                      | IPA      | Stuttgart(シュトゥットガルト)                                                                |
| 生産システム・デザイン技術研究所                      | IPK      | Berlin(ベルリン)                                                                             |
| 物理計測技術研究所                                    | IPM      | Freiburg(フライブルク・イム・ブライスガウ)                                                   |
| フォトニック・マイクロシステム研究所                  | IPMS     | Dresden(ドレスデン)                                                                          |
| 生産技術研究所                                        | IPT      | Aachen(アーヘン)                                                                             |
| 空間・建築情報センター                                | IRB      | Stuttgart (シュトゥットガルト)                                                               |
| ケイ酸塩研究所                                        | ISC      | Würzburg(ヴュルツブルク)                                                                     |
| 太陽エネルギーシステム研究所                          | ISE      | Freiburg(フライブルク・イム・ブライスガウ)                                                   |
| システム・イノベーション研究所                        | ISI      | Karlsruhe(カールスルーエ)                                                                    |
| シリコン技術研究所                                    | ISIT     | Itzehoe(イツェホー)                                                                          |
| ソフトウェア・システムエンジニアリング研究所          | ISST     | Dortmund (ドルトムント)                                                                      |
| 被膜・表面技術研究所                                  | IST      | Braunschweig(ブラウンシュヴァイク)                                                           |
| 毒物学・実験医学研究所                                | ITEM     | Hannover (ハノーファー)                                                                      |
| トランスレーショナル医療・薬理学研究所                | ITMP     | Frankfurt a.M., Hamburg, Göttingen(フランクフルト・アム・マイン,ハンブルク,ゲッティンゲン)   |
| 技術・経済数学研究所                                  | ITWM     | Kaiserslautern (カイザースラウテルン)                                                        |
| 交通・インフラシステム研究所                          | IVI      | Dresden(ドレスデン)                                                                          |
| プロセス技術・パッケージング研究所                    | IVV      | Freising(フライジング)                                                                       |
| 風力エネルギーシステム研究所                          | IWES     | Bremerhaven (ブレーマーハーフェン)                                                           |
| 材料リサイクル・資源戦略研究所                        | IWKS     | Alzenau, Hanau(アルツェナウ,ハーナウ)                                                        |
| 材料メカニズム研究所                                  | IWM      | Freiburg (フライブルク・イム・ブライスガウ)                                                  |
| 材料・ビーム技術研究所                                | IWS      | Dresden(ドレスデン)                                                                          |
| 工作機械・成形技術研究所                              | IWU      | Chemnitz, Dresden (ケムニッツ,ドレスデン)                                                    |
| 非破壊試験研究所                                      | IZFP     | Saarbrücken(ザールブリュッケン)                                                              |
| 細胞療法・免疫学研究所                                | IZI      | Leipzig(ライプツィヒ)                                                                        |
| 信頼性・マイクロインテグレーション研究所              | IZM      | Berlin(ベルリン)                                                                             |
| 構造耐久性・システム信頼性研究所                      | LBF      | Darmstadt(ダルムシュタット)                                                                  |
| 医用画像演算研究所                                    | MEVIS    | Bremen(ブレーメン)                                                                           |
| アルゴリズム・科学計算研究所                          | SCAI     | Sankt Augustin (ザンクト オーガスティン)                                                     |
| 安全情報技術研究所                                    | SIT      | Darmstadt, Sankt Augustin(ダルムシュタット,ザンクト オーガスティン)                          |
| 環境・安全・エネルギー技術研究所                      | UMSICHT  | Oberhausen, Sulzbach-Rosenberg (オーベルツハウゼン,ズルツバッハ(バイエルン州)ローゼンベルク) |
| ヴィルヘルム・クラウディッツ木材研究所                | WKI      | Braunschweig(ブラウンシュヴァイク)                                                           |
| 本部                                                  | Zentrale | München(ミュンヘン)                                                                          |

## 歴代の会長
- ヴァルター・ゲルラッハ （1949年–1951年）
- Wilhelm Roelen （1951年–1955年）
- Hermann von Siemens （1955年–1964年）
- Franz Kollmann （1964年–1968年）
- Christian Otto Mohr （1968年–1973年）
- Heinz Keller （1973年–1982年）
- Max Syrbe （1982年–1993年）
- Hans-Jürgen Warnecke （1993年–2002年）
- Hans-Jörg Bullinger （2002年-2012年）
- Reimund Neugebauer（2012年‐ ）